# Bilaj
Bilaj je naselje u Hrvatskoj, u Ličko-senjskoj županiji. 

## Zemljopis
U sastavu je grada Gospića i nalazi se 6,5 km jugoistočno od Gospića. Ovo hrvatsko naselje je poznato po jedinstvenoj rimokatoličkoj crkvi-špilji.

## Povijest
Hrvatski podban Tomo Tvrtković predaje ga 1451. hrvatskom banu Petru Talovcu. A 1509. godine u vlasti je Ivana Karlovića. Pod osmanskom vlašću je grad od 1528. do 1689. godine. Nakon oslobođenja od Turaka 1689. u Bilaju je sagrađena manja crkva na čast sv. Leopolda, zaštitnika tadašnjeg cara. Oko 1710. sagrađena je nova crkva i posvećena sv. Jakovu apostolu. Današnja crkva sagrađena 1848.
Na brežuljku u središtu današnjega Bilaja nalaze se ruševine srednjovjekovnoga grada Bilaja. U ratu Francuske, Rusije i Rajnskog saveza protiv Austrije general Marmont je krenuo iz Dalmacije kroz Liku s namjerom da preko Slovenije prodre do Beča. Nakon zaštitničkih borbi kod Gračaca, krajiški Opservacijski korpus pod zapovjedništvom pukovnika Rebrovića (Rebranića) sukobio se s Francuzima 21. i 22. svibnja 1809. godine u bitci kod Bilaja. Na župnoj crkvi u Gospiću postavljena je memorijalna ploča (Robert Frangeš Mihanović) poginulima u toj bitki. 
Tijekom Jugoslavija, u Bilaju i Barletama pretrpjeli su velike ljudske gubitke zbog komunističkoga i četničkog terora. Žrtvama u spomen nalazi se spomen-križ na bilajskom mjesnom groblju. Prema jednim izvorima, radi se o 218 žrtava, a prema drugim izvorima, više od više od 250 civilnih žrtava Bilaja i okolnih sela pobijeno je nakon drugog svjetskog rata.
Kad se zahuktao velikosrpski napad na Gospić, prvo su velikosrbi 29. kolovoza u večernjim satima minobacačkim granatama napali Bilaj, a iza ponoći 29. na 30. kolovoza 1991. godine s 44 granate napali su i Gospić. Stanovnici bila su u početku bili u neprijateljskom okruženju, pa su domaći dragovoljci, a kasnije uz pomoć Hrvatske vojske i policije obranili i Bilaj i Gospić. Mještani su se u tijekom rata sklanjali u bilajskoj pećini Sv. Stjepana.
Bilaj je prema nekima teorijama već bio otpisan, no nije se predao, niti nakon tjedna u potpunom neprijateljskom okruženju. Branili su ga združeni hrvatski dragovoljci iz Like, Rijeke i Zagreba, naoružani tek s nekoliko pušaka, osujetivši napade svojih srpskih susjeda iz okolnih sela koje je pomagala milicija Milana Martića, Belim orlovima i Srpskom dobrovoljačkom gardom, a uz sve to velikosrpskim je osvajačima obilnu logističku i operativnu pomoć davala JNA.
U obrani ovog kraja Hrvatske poginuli su pripadnici Hrvatske vojske i s riječkog područja. Na mjestu pogibije riječkih branitelja nalazi se spomenik poginulim pripadnicima HV-a s riječkog područja. Bilaj je platio previsoku cijenu svoje slobode.
Dana 11. rujna 1991. pobunjeni Srbi su u velikosrpskoj agresiji zapalili crkvu. Od inventara nije sačuvano ništa, čak ni zvona. Ubrzo (28. listopada) granatiran je i župni stan. Bilaj je mjesec dana bio u potpunom okruženju. Branilo ga je 30-ak hrabrih bojovnika. 15. rujna 1991. je deblokiran. Prva crta bojišnice nalazila se na brdu Medovači. Ljudi su uglavnom ginuli u topničkim i minobacačkim napadima. Zalaganjem župnika vlč. Stjepana Zebe koji je i u najtežim trenucima ostao u svojoj župi, obnovljena je crkva i župni stan. Svake godine se u spilji pored crkve održava sveta misa u spomen na ratne dane.

## Stanovništvo
- 1857. – 550
- 1869. – 710
- 1880. – 626
- 1890. – 625
- 1900. – 712
- 1910. – 609
- 1921. – 486
- 1931. – 658
- 1948. – 521
- 1953. – 513
- 1961. – 502
- 1971. – 432 (Hrvati – 427, Srbi – 4, ostali – 1)
- 1981. – 319 (Hrvati – 311, Jugoslaveni – 5, Srbi – 1, ostali – 2)
- 1991. – 330 (Hrvati – 318, Srbi – 1, Jugoslaveni – 1, ostali – 10)
- 2001. – 255
- 2011. – 162[8]

| broj stanovnika | 550   | 710   | 626   | 625   | 712   | 609   | 486   | 658   | 521   | 513   | 502   | 432   | 319   | 330   | 255   | 162   | 143   |
|                 | 1857. | 1869. | 1880. | 1890. | 1900. | 1910. | 1921. | 1931. | 1948. | 1953. | 1961. | 1971. | 1981. | 1991. | 2001. | 2011. | 2021. |

## Poznate osobe
- Ivan Butković (aktivist Hrvatske bratske zajednice)
- Jakov Medunić – ustaški rojnik, vođa jedne od skupina križara u Jugoslaviji nakon poraza vojske NDH.